# Парламентские выборы на Багамских Островах (2021)
Парламентские выборы 2021 года на Багамских Островах прошли 16 сентября для выборов 39 депутатов Палаты собрания.
Примерно через два часа после того, как закрылись избирательные участки и стали поступать первые результаты, премьер-министр Хьюберт Миннис признал своё поражение после того, как результаты показали, что его партия Свободное национальное движение потеряла несколько мест, которыми она ранее занимала. С 1997 года каждые выборы приводили к смене правительства. 17 сентября Филип Дэвис был приведён к присяге в качестве премьер-министра.

## Избирательная система
На Багамских Островах законодательная власть принадлежит двухпалатному Парламенту, состоящему из Палаты собрания, члены которого выбираются на пятилетней срок по 39 одномандатным округам, и Сената, 16 членов которого назначаются генерал-губернатором (9 — по рекомендации премьер-министра, 4 — по рекомендации лидера оппозиции, 3 — по общей рекомендации премьер-министра и лидера оппозиции). Лидер партии, получившей большинство в Палате собрания, служит премьер-министром и главой исполнительной власти.

## Результаты
На выборах присутствовали группы наблюдателей от нескольких международных организаций, включая Карибское сообщество, Содружество наций и Организацию американских государств.
| Партия | Партия                                 | Голоса  | %     | Места | +/-   |
| --- | -------------------------------------- | ------- | ----- | ----- | ----- |
| | Прогрессивная либеральная партия       | 66 407  | 52,53 | 32    | +28   |
| | Свободное национальное движение        | 45 730  | 36,17 | 7     | -28   |
| | Коалиция независимых                   | 8560    | 6,77  | 0     | новая |
| | Демократический национальный альянс    | 1677    | 1,33  | 0     | 0     |
| | Большая партия Содружества             |         |       | 0     | новая |
| | Правительственное движение Королевства |         |       | 0     | новая |
| | Объединённая коалиция                  |         |       | 0     | новая |
| | Правильное правительственное движение  |         |       | 0     | новая |
| | Независимые                            |         |       | 0     | 0     |
| Недействительных/пустых бюллетеней                                                                                           | Недействительных/пустых бюллетеней     |         | -     | -     | -     |
| Всего | Всего                                  | 126 414 | 100   | 39    | 0     |
| Зарегистрированных избирателей / Явка                                                                                        | Зарегистрированных избирателей / Явка  | 194 494 |       | -     | -     |
| Источники: BL Архивная копия от 17 сентября 2021 на Wayback Machine EW Архивная копия от 17 сентября 2021 на Wayback Machine |                                        |         |       |       |       |